# Salazón

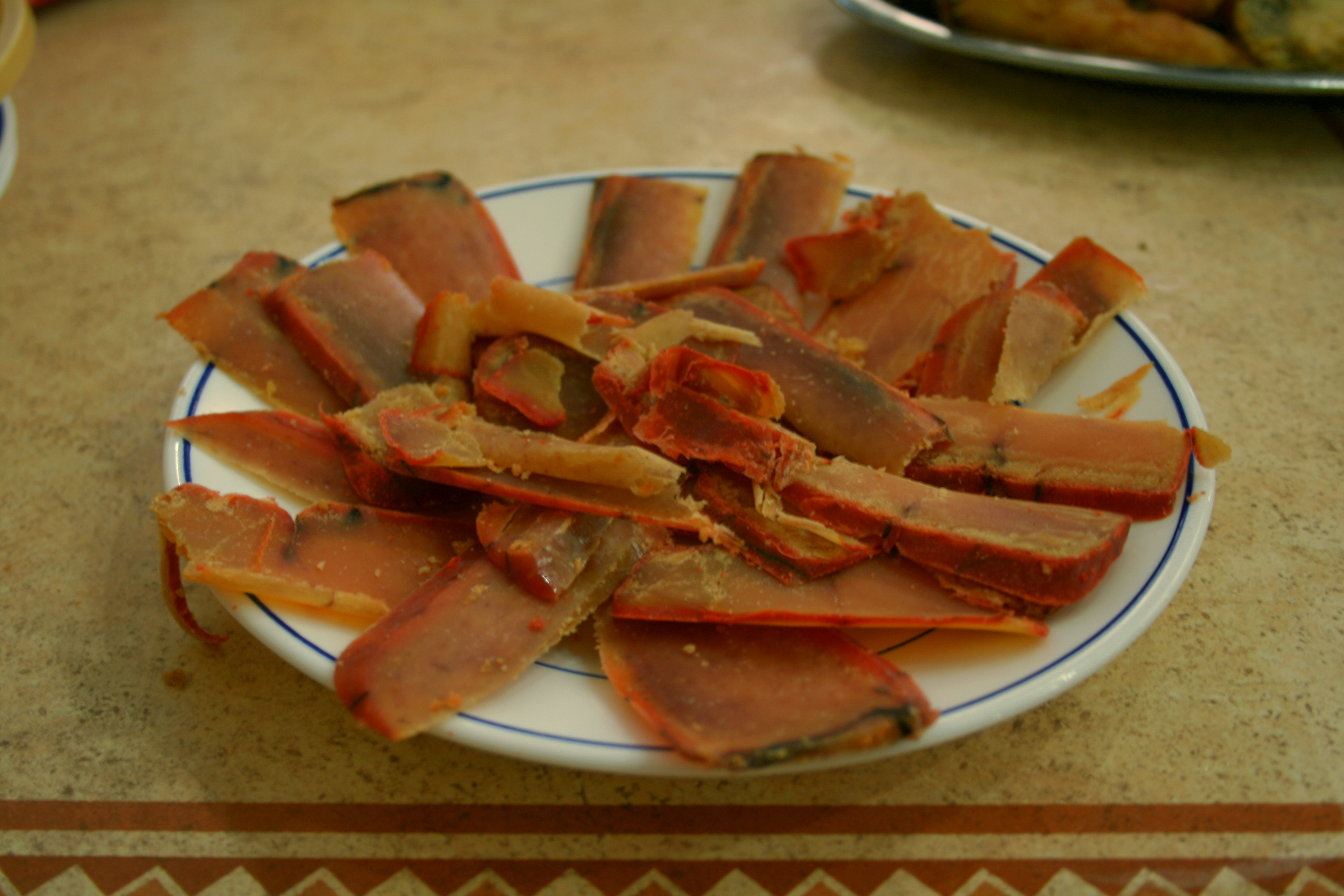
Huevas de pescado en salazón.

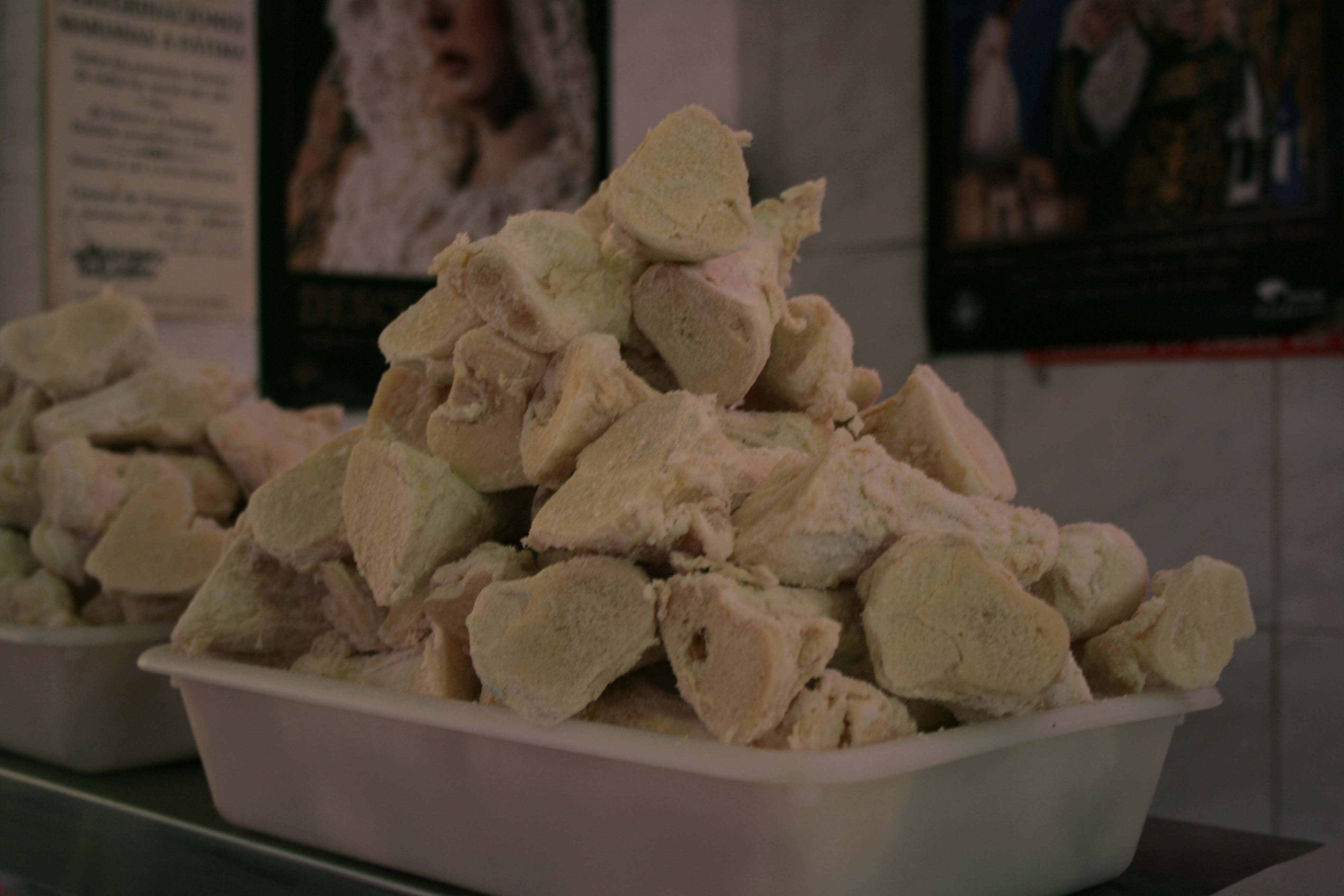
Huesos en salazón en un mercado de Cádiz.

Se denomina salazón a un método destinado a preservar los alimentos, de forma que se encuentren disponibles para el consumo durante un mayor tiempo. El efecto de la salazón es la deshidratación parcial de los alimentos, el refuerzo del sabor y la inhibición de algunas bacterias.
Existe la posibilidad de salar frutas y vegetales, aunque lo frecuente es aplicar el método en alimentos tales como carnes o pescados. 
A menudo se suele emplear para la salazón una mezcla de sal procedente de alguna salina acompañando con nitrato sódico y nitrito. Es muy habitual también durante las fases finales acompañar la sal con sabores tales como pimentón, canela, semillas de eneldo o mostaza.
Un ejemplo muy común es el jamón: primero se  pone en salmuera en los jamones para ayudar a la deshidratación, luego se lo coloca en cámaras con temperaturas de 0 y 5 °C y se lo recubre completamente con sal de cristal. El tiempo varía según su peso y su nivel de pureza. De este modo un jamón debe permanecer en cámara un día por cada kilo. A la mitad del proceso se voltea las piezas para una distribución homogénea de sal.
De carne ovina, equina, vacuna o caprina se encuentra un producto similar llamado “cecina”, pero en el cual se realizan tajadas finas y se lo pasa previamente por salmuera. Por último, se deja reposar en un lugar donde el sol dé directamente. Por otra parte, en Perú y Chile se tiene el charqui, el cual consiste en carne de llama, alpaca, caballo o vacuno salada y seca. Con el mismo se preparan platos como el charquicán y el valdiviano chilenos.

## Historia
La salazón es uno de los métodos más antiguos para conservar los alimentos. Se sabe que los antiguos egipcios ya empezaban a poner las carnes en salazón con el objeto de poder almacenarlas y mantenerlas comestibles durante largos periodos de tiempo. También hay evidencias de similares usos en la China del tercer milenio antes de Cristo.
La importancia de la salazón hizo que la producción y la comercialización de la sal hayan sido en una de las prioridades de las distintas potencias desde tiempos del Imperio Romano. Un hecho significativo de esto es que el término salario en castellano, es derivado del latín salarium, que a su vez proviene de “sal” y tiene origen en la cantidad de sal que se le daba a un trabajador (en particular a los legionarios romanos) para poder conservar sus alimentos (salarium argentum).
Solo a partir del siglo XIX, debido a las mejoras en la refrigeración y congelación de alimentos, fue quedando en un segundo plano la salazón como medio para la conservación de ciertos alimentos.

## Salazón de carnes

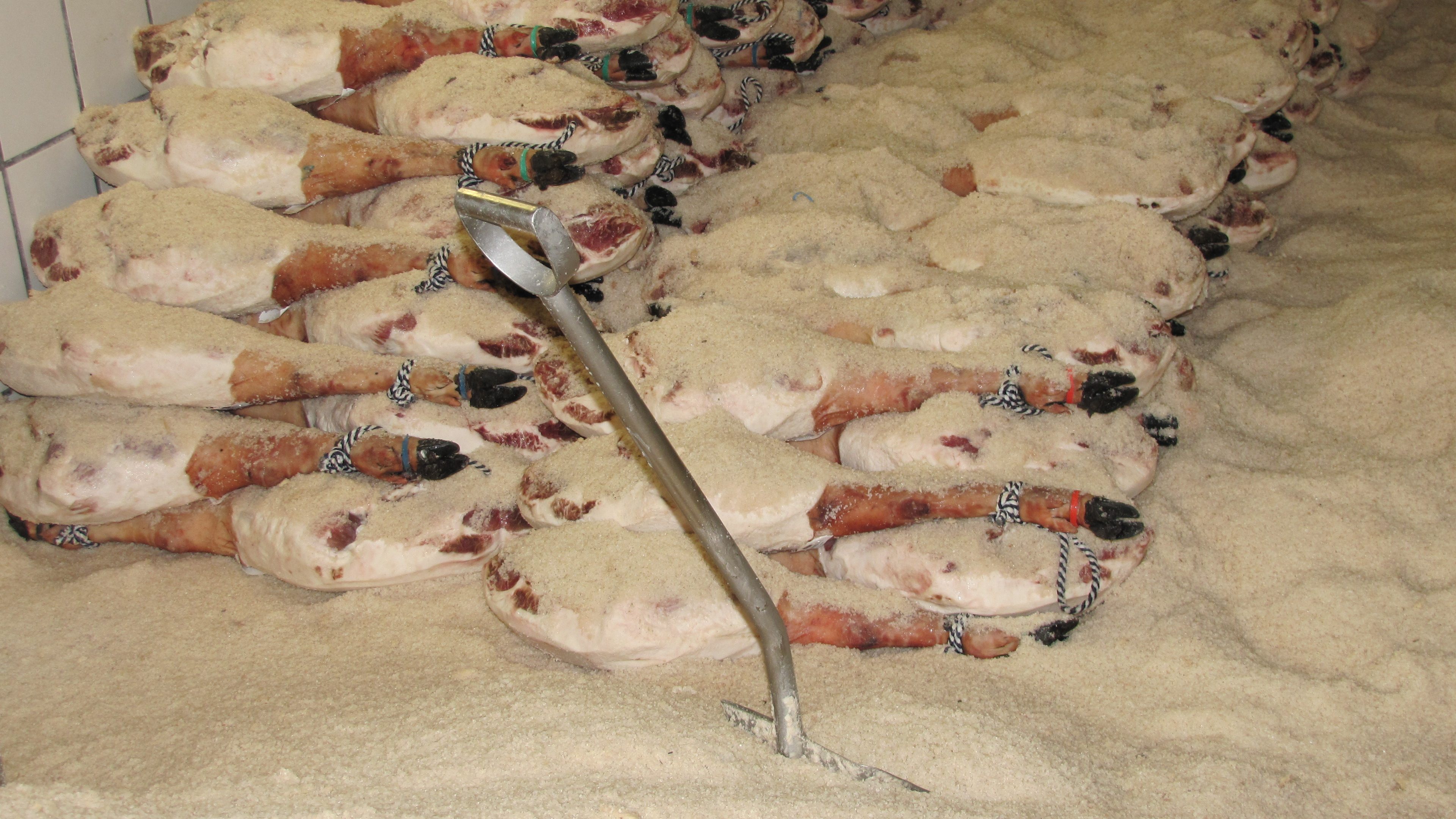
Jamones en su proceso de salado, en BEHER, Guijuelo (España).

La salazón de carnes se hace mediante el empleo de la sal en forma de cristales o mediante el empleo de salmueras (soluciones concentradas de sal). Ejemplos de salazón con carne se pueden encontrar en España en la provincia de León donde se mantiene el proceso de salazón de las carnes de vacuno produciendo la cecina. Suele ponerse en salazón la carne de cerdo, la panceta y el jamón.

## Proceso de salazón de pescados

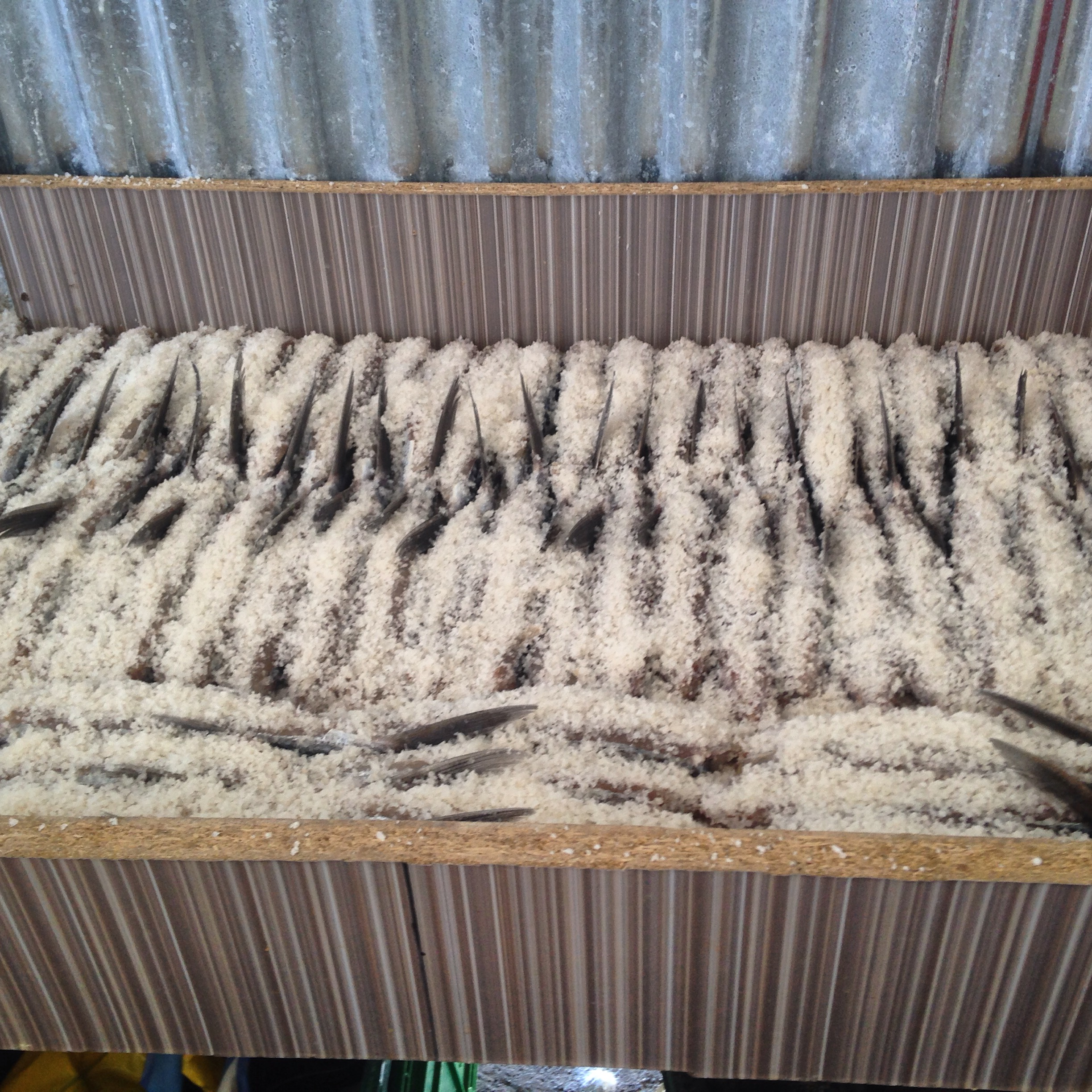
"Volaores" en reposo en Ceuta

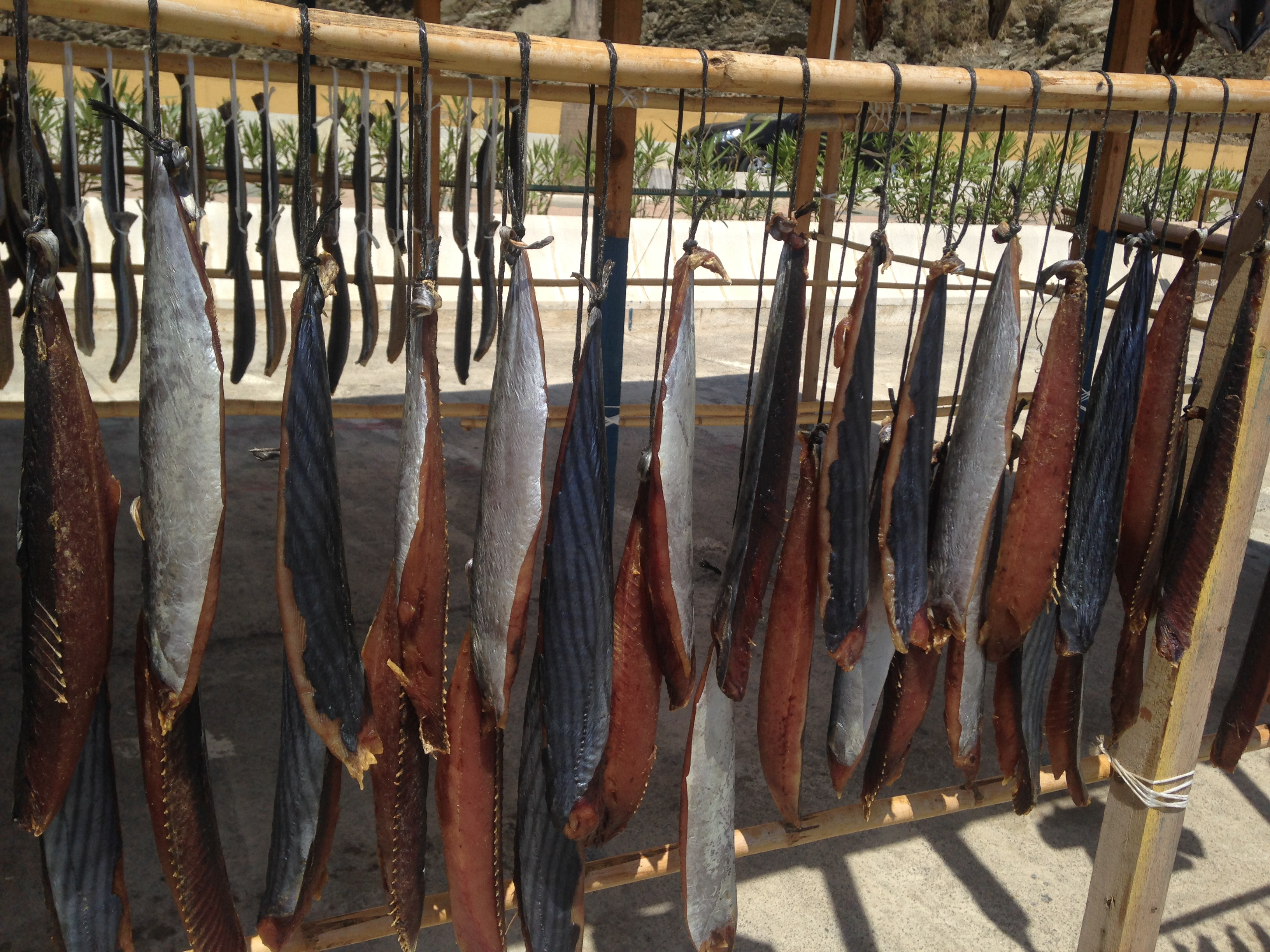
Oreado de lomos de bonito en Ceuta

1. Limpiado. Limpiar las vísceras dejando solo la carne magra y la espina dorsal.
2. Apilado. Se pone una capa de sal de un centímetro de espesor como lecho y se coloca el pescado extendido sobre su superficie. Sobre la capa anterior de pescado se pone otra capa de sal del mismo grosor y se repite la operación obteniéndose diferentes capas de sal y pescado. Finalmente sobre la última capa de sal se pone un peso (Por lo menos la mitad del peso del pescado en salazón)
3. Reposo El apilamiento anterior se mantiene semana y media en reposo
4. Lavado Tras el tiempo establecido de reposo se saca el pescado y se lava con una solución de agua y vinagre (al 10%)
5. Oreado Tras el lavado se pone al aire en un sitio con corrientes de aire pero que no le dé directamente el sol. Según el clima del lugar se deja unos días.

Actualmente el proceso para obtener algunas salazones difiere en tiempos y materiales utilizados. En preparaciones como hueva o mojama las capas permanecen en reposo durante 24 horas, tras las que tiene lugar el lavado y su introducción en prensas que escurren el agua. Tras pasar por el secadero se envasan al vacío. El secado tiene lugar en la secadora, una habitación aislada con extractor de humedad que aplica calor seco (su uso es exigido por sanidad).
Los pescados más representativos que se utilizan en el sureste español para realizar salazones son el atún, atunarro, bonito o melva (garrofeta), sardina, mújol, bacalao, maruca o corvina.